# Острівець (Тернопільський район)
Остріве́ць — село в Україні, у Теребовлянській міській громаді Тернопільського району Тернопільської області. До 2015 адміністративний центр Острівецької сільської ради, якій були підпорядковні села Гумниська і Застіноче. 
Розташоване на правому березі річки Серет
Населення — 420 осіб (2001).

## Історія
Поблизу села виявлено археологічні пам'ятки черняхівської культури.
Перша писемна згадка — 1471 року.
У 1772 році село ввійшло в склад Імперії Габсбургів (з 1804 року Австрійської імперії, з 1867 — Австро-Угорщини).
На початку свого існування це було невеличке поселення. Воно часто потерпало від турецько-татарських нападів. У 1557 році польський король Сигізмунд II заснував тут фільварки, у які забирає найкращі землі і луки, що раніше належали селянам.
На початку XX століття в селі з'явилася 4-х класова школа з українською мовою навчання. У селі діяло товариство «Просвіта», організаторами якої були о. Платон Карпінський і О. Побережний — колишній вояк УСС. В селі також був церковний хор, яким керував Ізидор Луковський.
Діяли «Просвіта», «Сільський господар» та інші товариства.
1 серпня 1934 року в рамках реформи на підставі нового закону про самоуправління (23 березня 1933 року) увійшла до нової сільської гміни Трембовля (Теребовлянський повіт Тернопільського воєводства).
12 червня 2020 року, відповідно до розпорядження Кабінету Міністрів України № 724-р «Про визначення адміністративних центрів та затвердження територій територіальних громад Тернопільської області» увійшло до складу Теребовлянської міської громади.
19 липня 2020 року, в результаті адміністративно-територіальної реформи та ліквідації Теребовлянського району, село увійшло до складу Тернопільського району.

## Символіка
Затверджені 12 жовтня 2015 р. рішенням сесії сільської ради. 
Автор — Андрій Гречило.

### Герб
Щит перетятий; у верхньому срібному полі — зелений лавровий вінок, у якому пурпуровий лапчастий хрест; у нижньому синьому — золотий короп на срібній сітці. Щит облямований золотим декоративним картушем і увінчаний золотою сільською короною.
Зелений лавровий вінок та пурпуровий хрест уособлюють славетних земляків, діячів у галузі культури та духовності — письменників, поетів, єпископів (уродженцями Острівця також були письменник В.Гжицький, поет Р.Карпінський, торонтонський єпископ І.Борецький). Синє поле означає річку Серет, яка протікає через село, а сітка і риба риболовецькі промисли. Окрім того лазурове та срібне поля підкреслюють назву села, отриману завдяки специфічному географічному розташуванню.

### Прапор
Квадратне полотнище складається з двох горизонтальних рівношироких смуг — верхньої білої і нижньої синьої; на білій смузі — зелений лавровий вінок, у якому пурпуровий лапчастий хрест, на синій — жовтий короп на білій сітці.

## Політика

### Парламентські вибори, 2019
На позачергових парламентських виборах 2019 року у селі функціонувала окрема виборча дільниця № 610853, розташована у приміщенні школи.
Результати
- зареєстровано 283 виборці, явка 65,37%, найбільше голосів віддано за «Слугу народу» — 30,60%, за Всеукраїнське об'єднання «Батьківщина» — 14,75%, за «Голос» — 14,21%.[5] В одномандатному окрузі найбільше голосів отримав Олег Вітвіцький (Голос) — 40,91%, за Миколу Люшняка (самовисування) — 16,48%, за Ігоря Сопеля (Слуга народу) — 13,64%[6].

## Пам'ятки
- дві церкви святого Димитрія (1840, зберігається ікона Пресвятої Матері Божої з немовлям, поч. ХХ ст., двостороння, з с. Яблінок, ПЦУ; 1893, колишній костел, кам'яна, УГКЦ)
- капличка
- насипана символічна могила Борцям за волю України
- встановлено меморіальну таблицю на будинку, де народилися В. та С. Ґжицькі, є кімната-музей В. Ґжицького
- пам'ятник воїнам-односельцям, полеглим у німецько-радянській війні встановлений у 1971 р.

Пам'ятний знак на славу Божу
Щойновиявлена пам'ятка історії. Розташований біля бібліотеки.
Робота самодіяльних майстрів, виготовлена із каменю (1909 р.).
Хрест — 0,6 м, постамент: верхня частина — 0,8х0,6х0,1 м, нижня частина — 1х1,2х0,7 м, цоколь — 1,4х0,9х0,8 м, площа — 0,0007 га.

## Соціальна сфера
Працюють ЗОШ 1-3 ступ., клуб, бібліотека, ФАП, відділення зв'язку, торговельний заклад.
У 1995 році в приміщенні місцевої школи створено кімнату-музей В. Ґжицького.

## Населення

### Мова
Розподіл населення за рідною мовою за даними перепису 2001 року:
| Мова       | Кількість | Відсоток |
| ---------- | --------- | -------- |
| українська | 419       | 99.76%   |
| угорська   | 1         | 0.24%    |
| Усього     | 420       | 100%     |

## Поширені прізвища
Войнаровський, Гумницький, Луковський, Сіканович.

## Відомі люди

### Народилися
- релігійний діяч Ісидор Борецький,
- вчений у галузі екології, громадський діяч Я. Гумницький,
- поет, перекладач, інженер, громадський діяч Р. Карпінський,
- поет, перекладач, публіцист Володимир Ґжицький,
- біохімік Степан Ґжицький, брат Вололодимира,
- поет, громадський діяч Роман Лубківський (1941-2015).

### Працювали
- о. Карпінський Платон — парох села, помер також тут.[11]

## Галерея

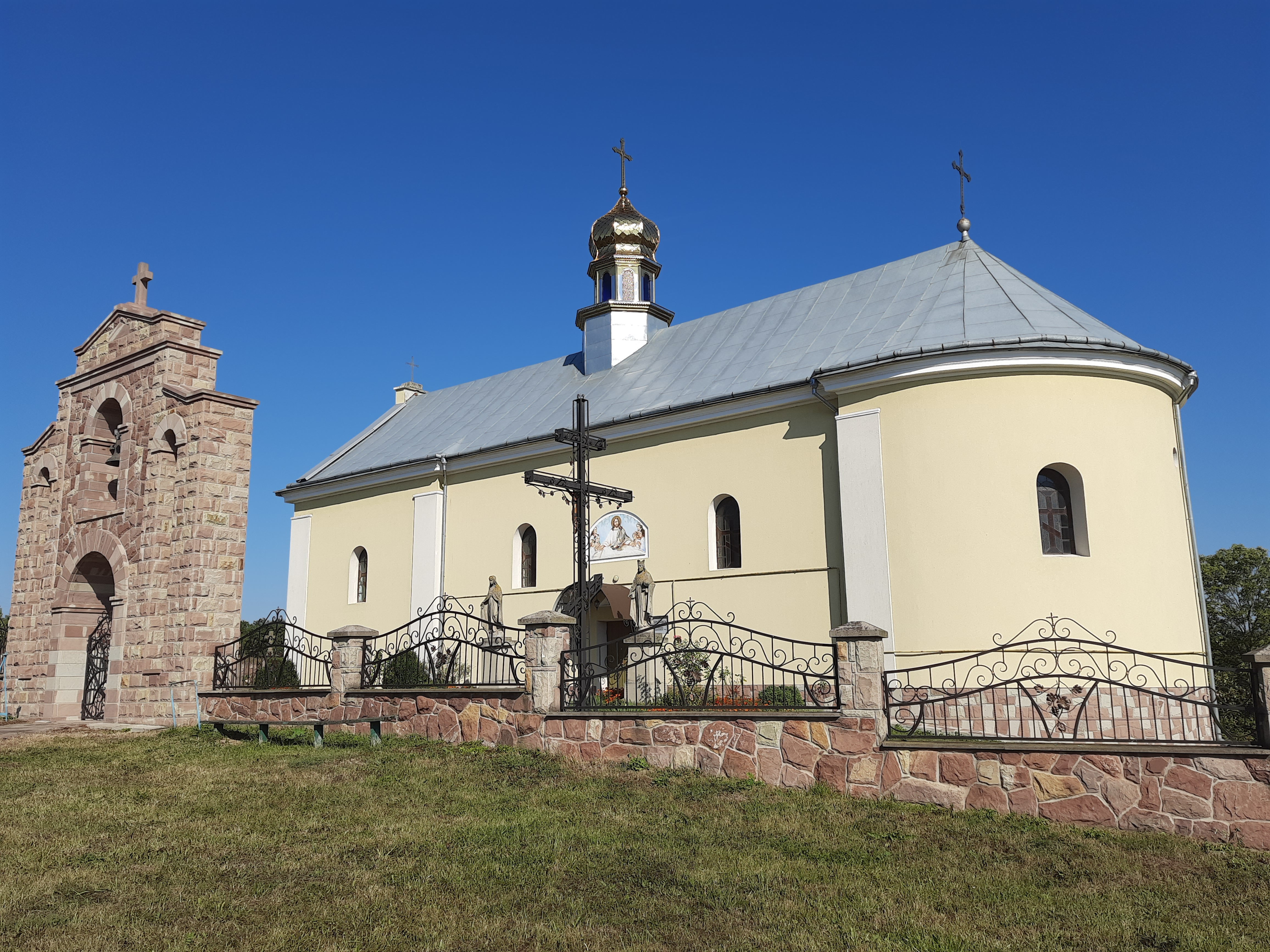
Церква Святого Димитрія (1840р. ПЦУ)
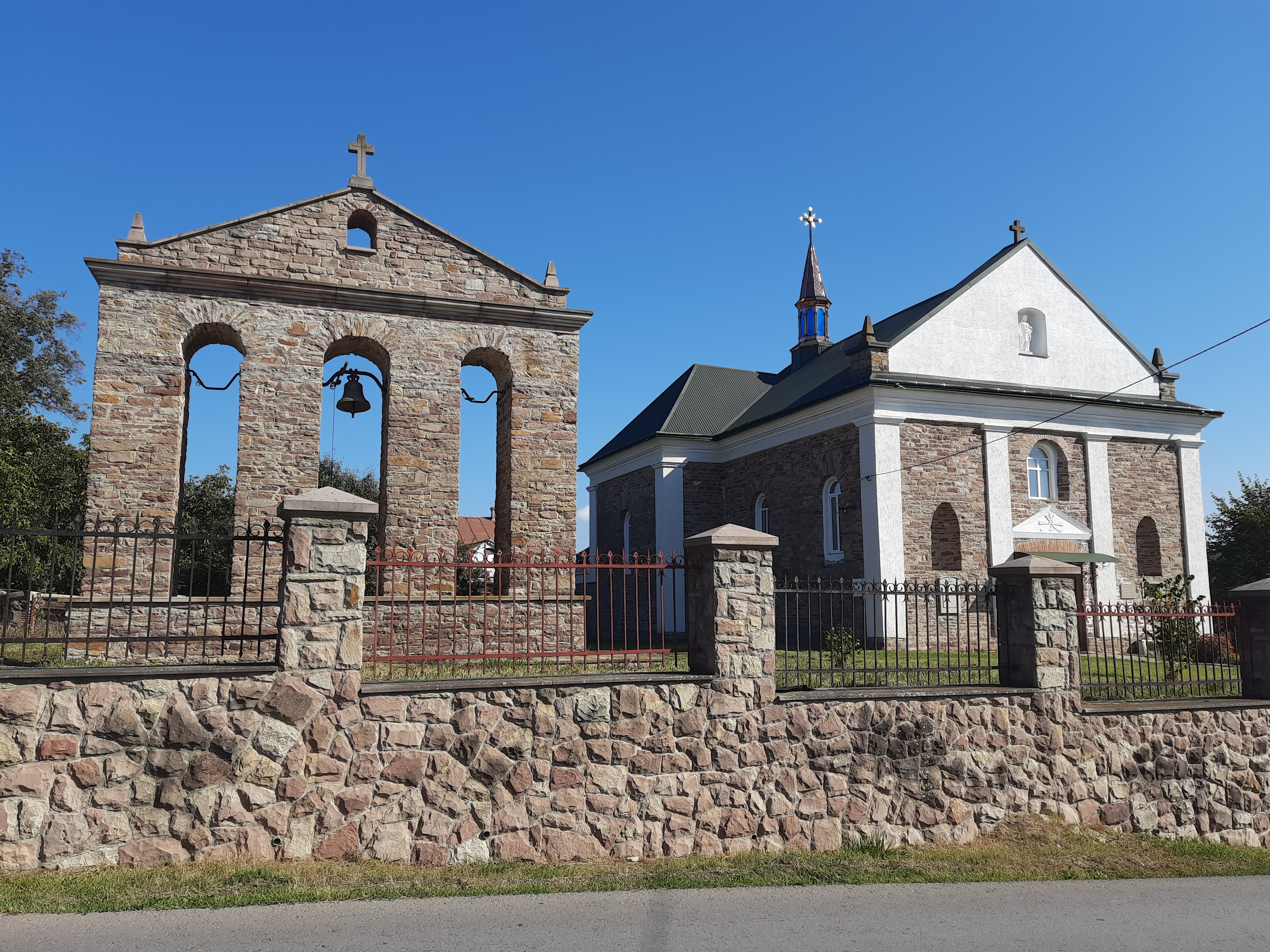
Церква Святого Димитрія (1893р. УГКЦ)
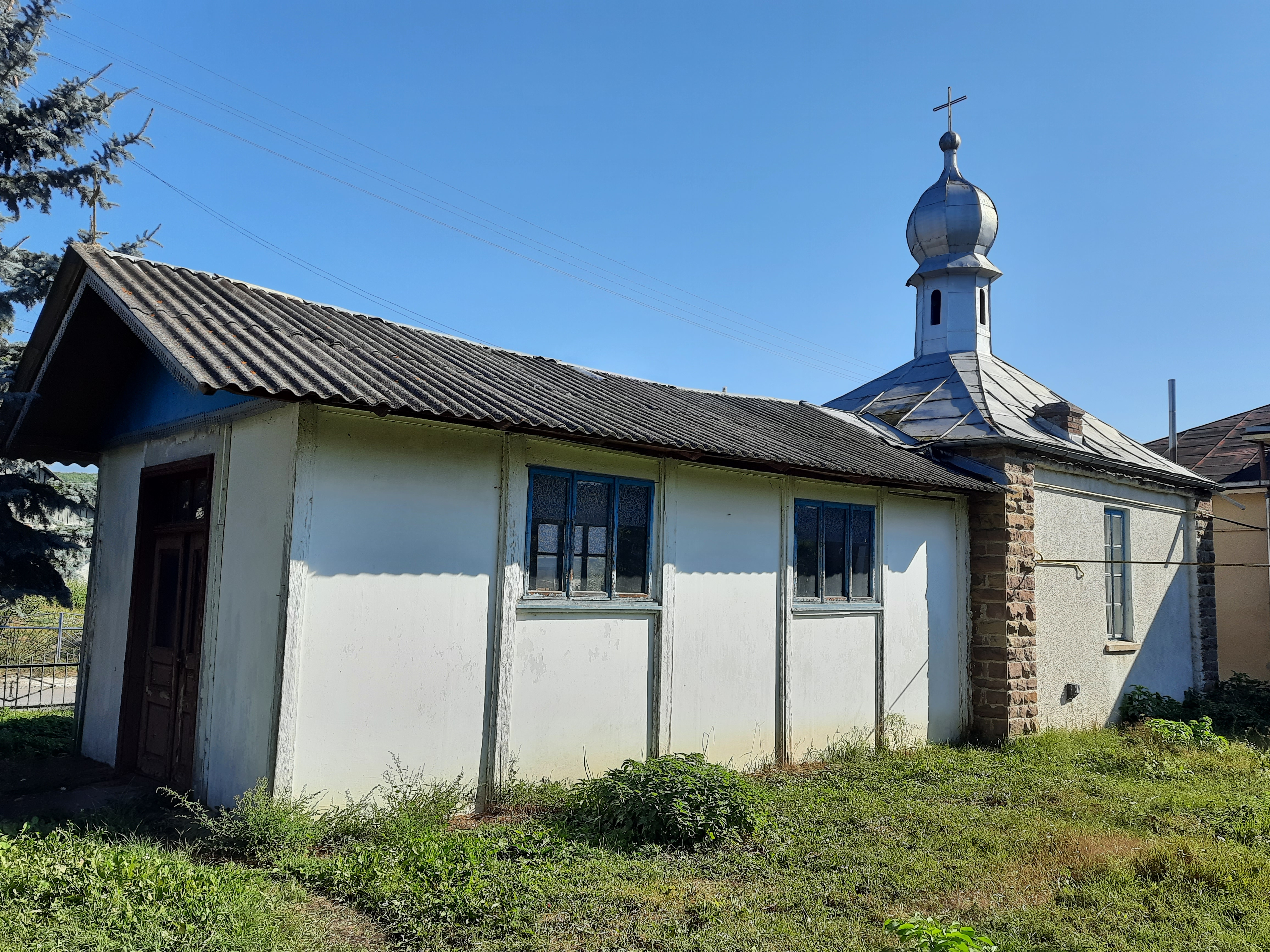
Каплиця Святого Димитрія (УГКЦ)
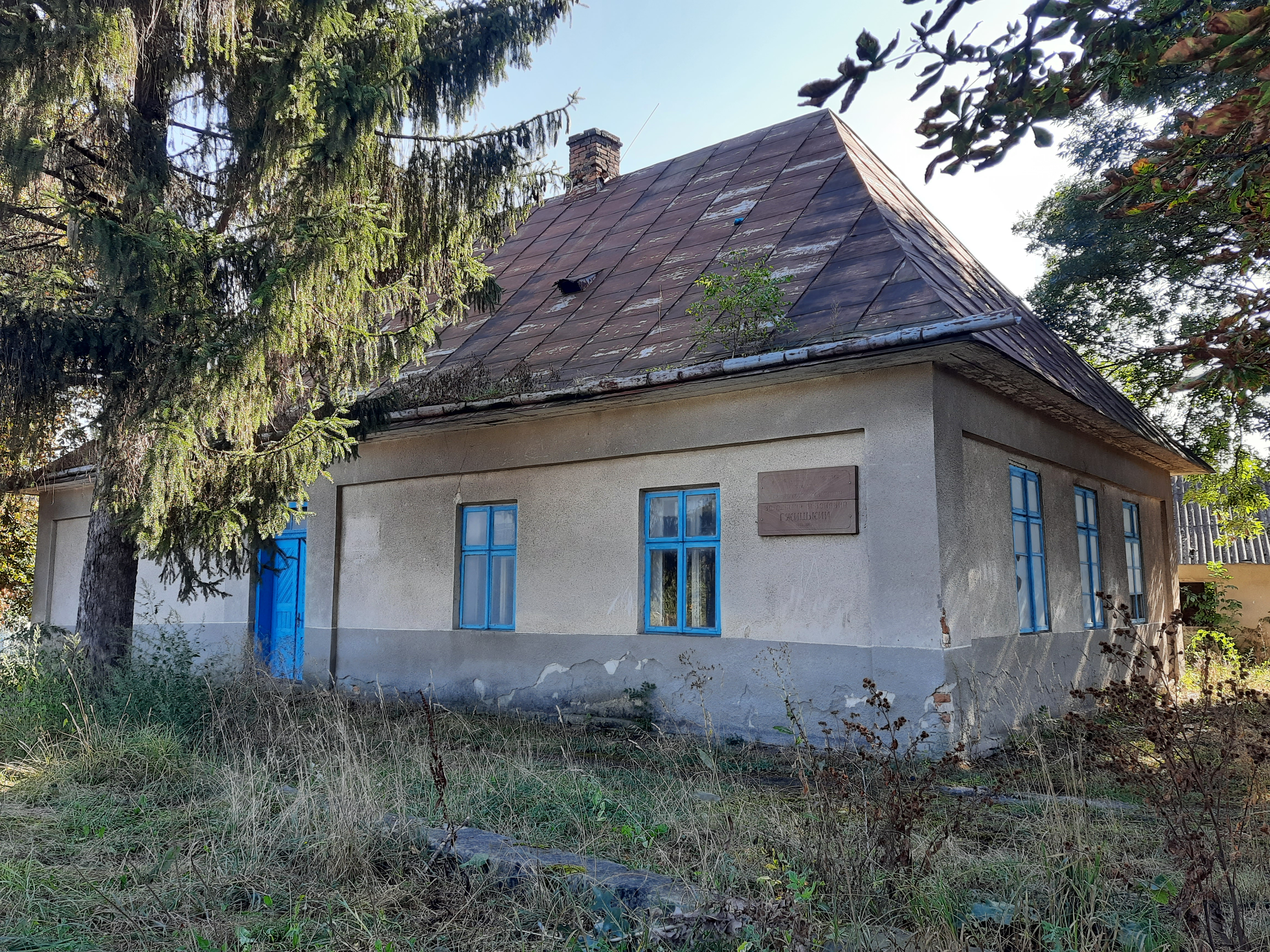
Будинок, в якому народився письменник Володимир Гжицький.
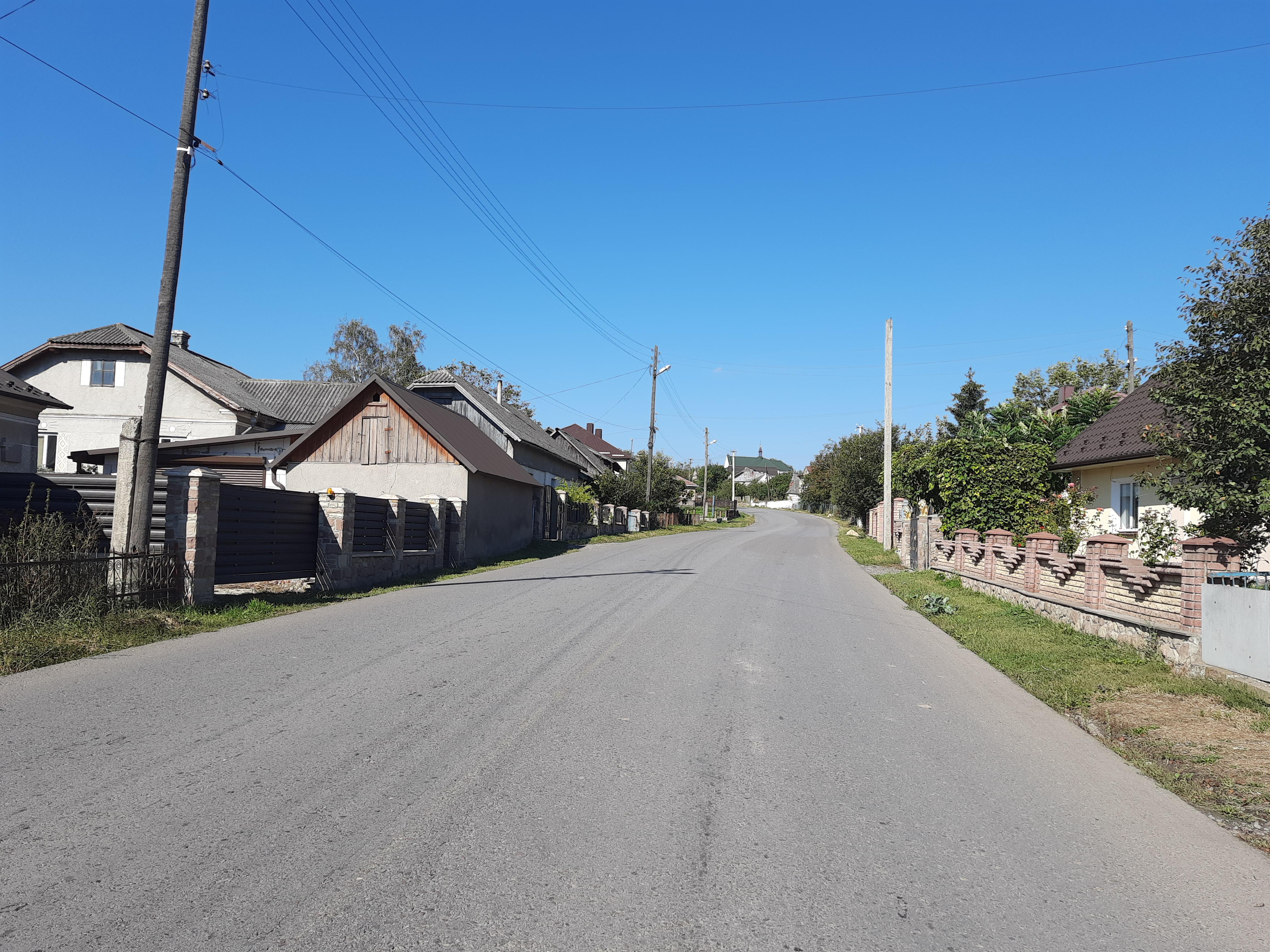
Центральна вулиця
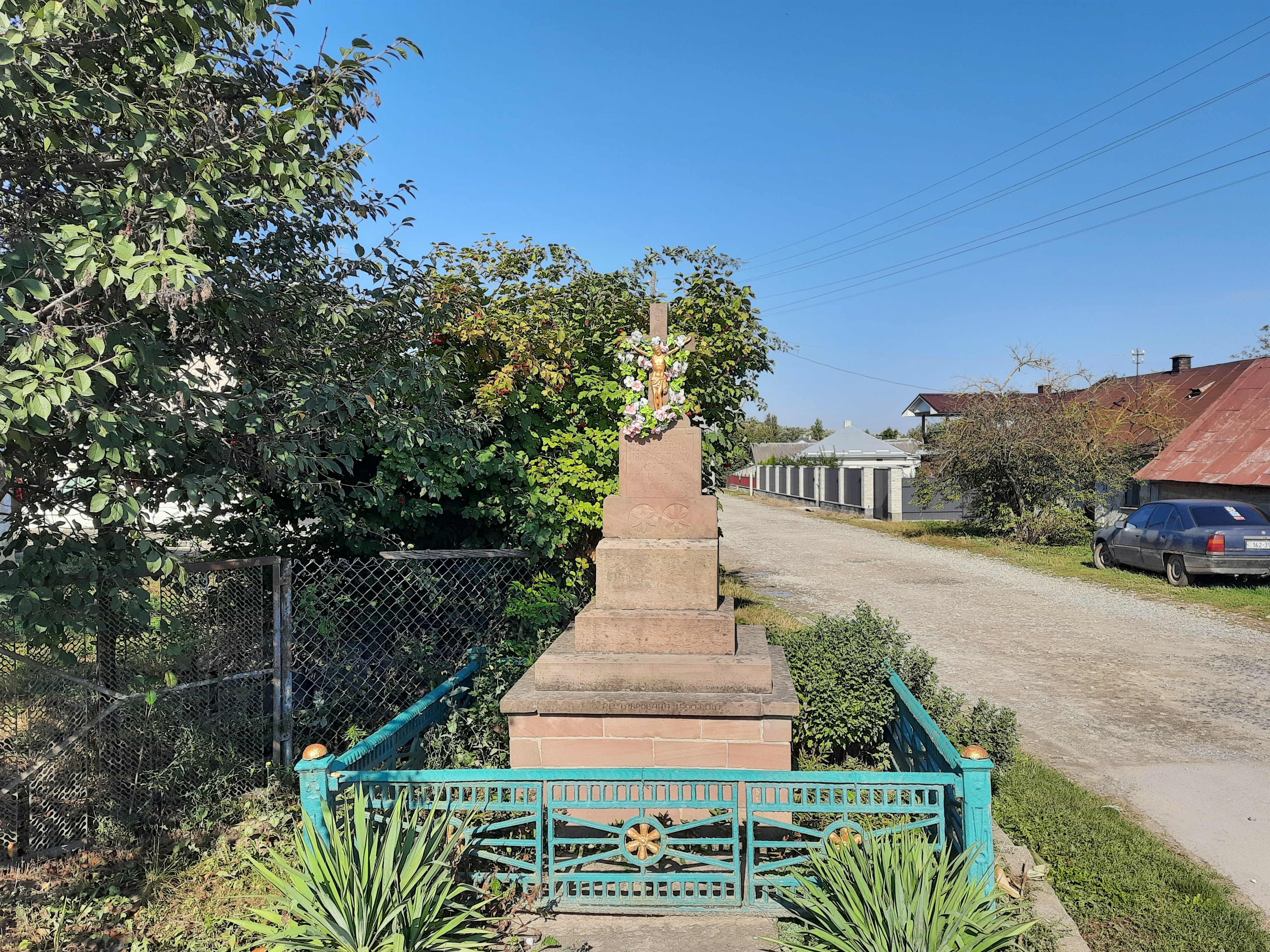
Пам'ятний знак  на славу Божу
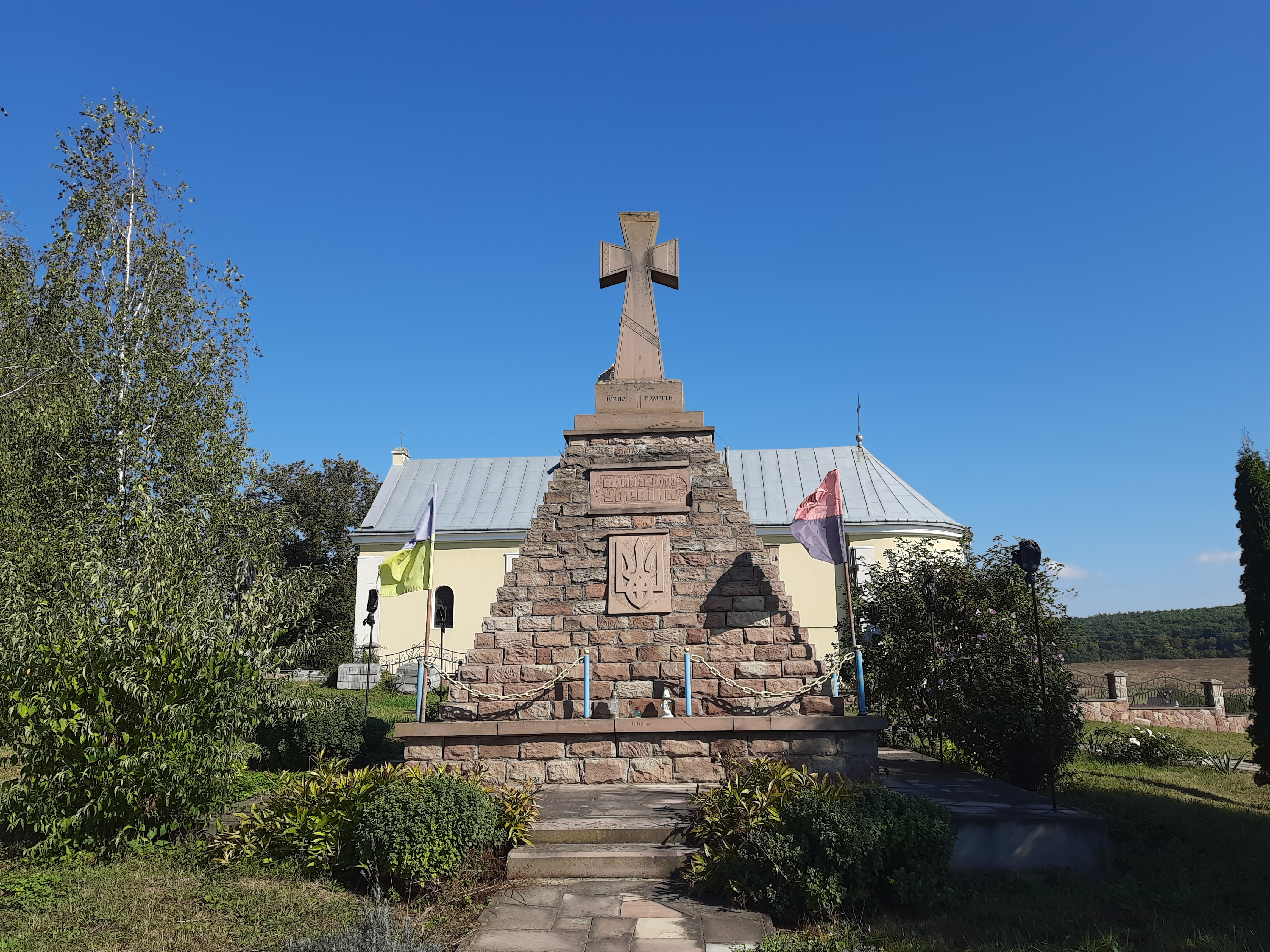
Символічна могила Борцям за волю України

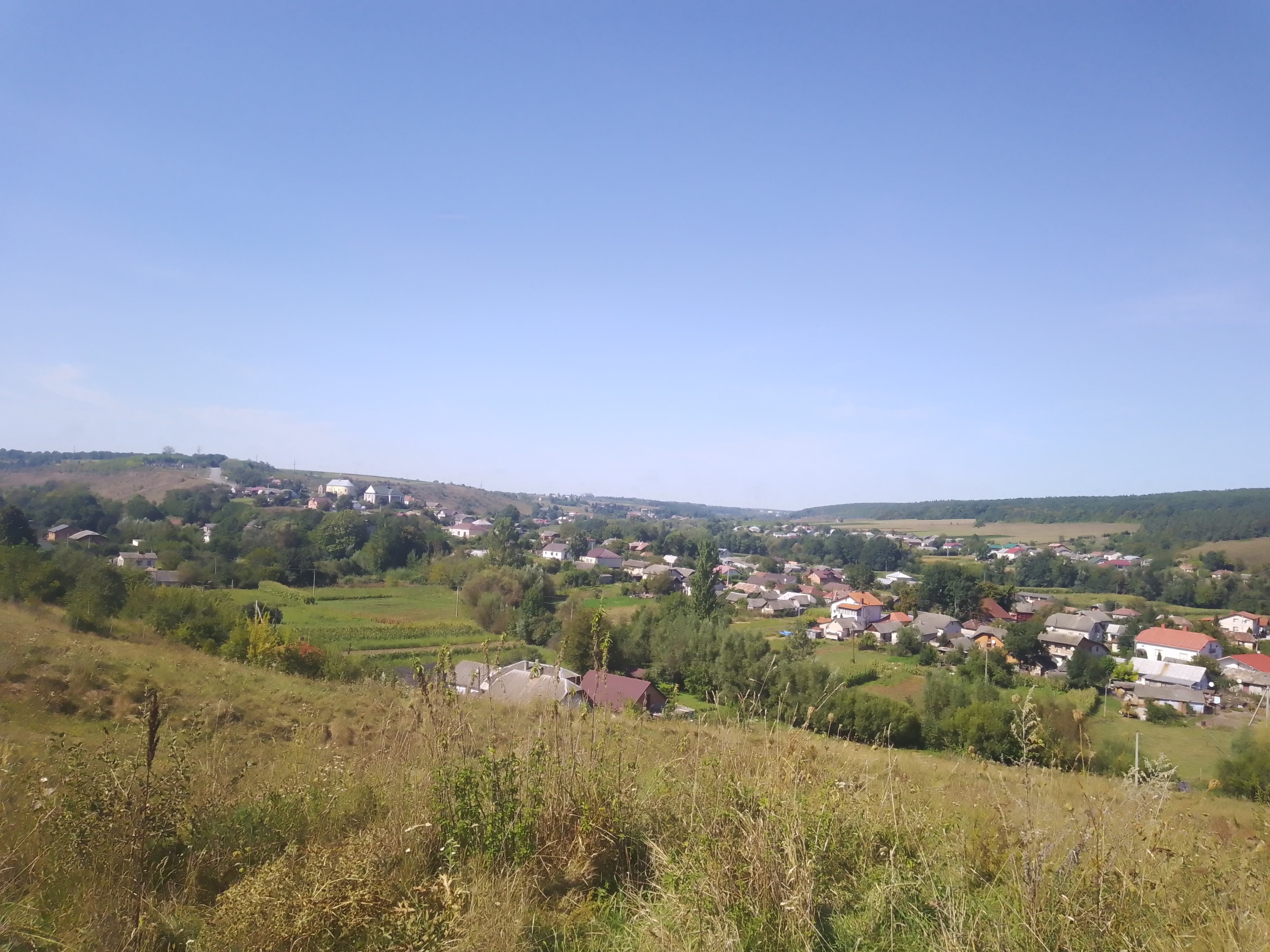
Вид на село Острівець